# ATP Tour 2022
ATP Tour 2022 – sezon profesjonalnych męskich turniejów tenisowych organizowanych przez Association of Tennis Professionals w 2022 roku. ATP Tour 2022 obejmował turnieje wielkoszlemowe (organizowane przez Międzynarodową Federację Tenisową), turnieje rangi ATP Tour Masters 1000, ATP Tour 500, ATP Tour 250, drużynowe zawody ATP Cup, Pucharu Lavera i Pucharu Davisa (ostatnie – organizowane przez ITF), a także kończące sezon zawody ATP Finals i Next Generation ATP Finals. Była to 53. edycja rozgrywek.
W związku z inwazją Rosji na Ukrainę odwołano turnieje, które miały być rozegrane w Rosji i na Białorusi, federacje tenisowe z Rosji i Białorusi zostały zawieszone i wycofane ze wszystkich międzynarodowych rozgrywek drużynowych, a zawodniczki i zawodnicy z Rosji i Białorusi nie mogli startować pod flagą i nazwą swojego państwa.

## Kalendarz turniejów
| Wielki Szlem          |
| ATP Finals            |
| ATP Tour Masters 1000 |
| ATP Tour 500          |
| ATP Tour 250          |
| zawody drużynowe      |

### Styczeń
| Tydzień | Data        | Turniej                                                   | Zwycięzcy                           | Wynik                      | Finaliści                                 | Półfinaliści                           | Ćwierćfinaliści                                                      |
| ------- | ----------- | --------------------------------------------------------- | ----------------------------------- | -------------------------- | ----------------------------------------- | -------------------------------------- | -------------------------------------------------------------------- |
| 1.      | 1 stycznia  | ATP Cup Melbourne Twarda                                  | Kanada                              | 2–0                        | Hiszpania                                 | Polska · Rosja                         |                                                                      |
| 1.      | 3 stycznia  | Adelaide International 1 Adelaide ATP Tour 250 Twarda     | Gaël Monfils                        | 6:4, 6:4                   | Karen Chaczanow                           | Marin Čilić Thanasi Kokkinakis         | Laslo Đere Jahor Hierasimau Tommy Paul Mikael Ymer                   |
| 1.      | 3 stycznia  | Adelaide International 1 Adelaide ATP Tour 250 Twarda     | Rohan Bopanna Ramkumar Ramanathan   | 7:6(6), 6:1                | Ivan Dodig Marcelo Melo                   | Marin Čilić Thanasi Kokkinakis         | Laslo Đere Jahor Hierasimau Tommy Paul Mikael Ymer                   |
| 1.      | 4 stycznia  | Melbourne Summer Set Melbourne ATP Tour 250 Twarda        | Rafael Nadal                        | 7:6(6), 6:3                | Maxime Cressy                             | Grigor Dimitrow Emil Ruusuvuori        | Tallon Griekspoor Alex Molčan Jaume Munar Botic van de Zandschulp    |
| 1.      | 4 stycznia  | Melbourne Summer Set Melbourne ATP Tour 250 Twarda        | Wesley Koolhof Neal Skupski         | 6:4, 6:4                   | Ołeksandr Nedowiesow Aisam-ul-Haq Qureshi | Grigor Dimitrow Emil Ruusuvuori        | Tallon Griekspoor Alex Molčan Jaume Munar Botic van de Zandschulp    |
| 2.      | 10 stycznia | Adelaide International 2 Adelaide ATP Tour 250 Twarda     | Thanasi Kokkinakis                  | 6:7(6), 7:6(5), 6:3        | Arthur Rinderknech                        | Marin Čilić Corentin Moutet            | Karen Chaczanow Thiago Monteiro Tommy Paul Aleksandar Vukic          |
| 2.      | 10 stycznia | Adelaide International 2 Adelaide ATP Tour 250 Twarda     | Wesley Koolhof Neal Skupski         | 7:6(5), 6:4                | Ariel Behar Gonzalo Escobar               | Marin Čilić Corentin Moutet            | Karen Chaczanow Thiago Monteiro Tommy Paul Aleksandar Vukic          |
| 2.      | 10 stycznia | Sydney Tennis Classic Sydney ATP Tour 250 Twarda          | Asłan Karacew                       | 6:3, 6:3                   | Andy Murray                               | Daniel Evans Reilly Opelka             | Maxime Cressy David Goffin Brandon Nakashima Lorenzo Sonego          |
| 2.      | 10 stycznia | Sydney Tennis Classic Sydney ATP Tour 250 Twarda          | John Peers Filip Polášek            | 7:5, 7:5                   | Simone Bolelli Fabio Fognini              | Daniel Evans Reilly Opelka             | Maxime Cressy David Goffin Brandon Nakashima Lorenzo Sonego          |
| 3.–4.   | 17 stycznia | Australian Open Melbourne Wielki Szlem Twarda             | Rafael Nadal                        | 2:6, 6:7(5), 6:4, 6:4, 7:5 | Daniił Miedwiediew                        | Matteo Berrettini Stefanos Tsitsipas   | Félix Auger-Aliassime Gaël Monfils Denis Shapovalov Jannik Sinner    |
| 3.–4.   | 17 stycznia | Australian Open Melbourne Wielki Szlem Twarda             | Thanasi Kokkinakis Nick Kyrgios     | 7:5, 6:4                   | Matthew Ebden Max Purcell                 | Matteo Berrettini Stefanos Tsitsipas   | Félix Auger-Aliassime Gaël Monfils Denis Shapovalov Jannik Sinner    |
| 3.–4.   | 17 stycznia | Australian Open Melbourne Wielki Szlem Twarda             | Kristina Mladenovic Ivan Dodig      | 6:3, 6:4                   | Jaimee Fourlis Jason Kubler               | Matteo Berrettini Stefanos Tsitsipas   | Félix Auger-Aliassime Gaël Monfils Denis Shapovalov Jannik Sinner    |
| 5.      | 31 stycznia | Open Sud de France Montpellier ATP Tour 250 Twarda (hala) | Aleksandr Bublik                    | 6:4, 6:3                   | Alexander Zverev                          | Filip Krajinović Mikael Ymer           | Roberto Bautista-Agut Damir Džumhur Richard Gasquet Adrian Mannarino |
| 5.      | 31 stycznia | Open Sud de France Montpellier ATP Tour 250 Twarda (hala) | Pierre-Hugues Herbert Nicolas Mahut | 4:6, 7:6(3), 12–10         | Lloyd Glasspool Harri Heliövaara          | Filip Krajinović Mikael Ymer           | Roberto Bautista-Agut Damir Džumhur Richard Gasquet Adrian Mannarino |
| 5.      | 31 stycznia | Córdoba Open Córdoba ATP Tour 250 Ceglana                 | Albert Ramos-Viñolas                | 4:6, 6:3, 6:4              | Alejandro Tabilo                          | Juan Ignacio Londero Diego Schwartzman | Sebastián Báez Daniel Elahi Galán Nikola Milojević Lorenzo Sonego    |
| 5.      | 31 stycznia | Córdoba Open Córdoba ATP Tour 250 Ceglana                 | Santiago González Andrés Molteni    | 7:5, 6:3                   | Andrej Martin Tristan-Samuel Weissborn    | Juan Ignacio Londero Diego Schwartzman | Sebastián Báez Daniel Elahi Galán Nikola Milojević Lorenzo Sonego    |
| 5.      | 31 stycznia | Maharashtra Open Pune ATP Tour 250 Twarda                 | João Sousa                          | 7:6(9), 4:6, 6:1           | Emil Ruusuvuori                           | Kamil Majchrzak Elias Ymer             | Daniel Altmaier Lorenzo Musetti Stefano Travaglia Jiří Veselý        |
| 5.      | 31 stycznia | Maharashtra Open Pune ATP Tour 250 Twarda                 | Rohan Bopanna Ramkumar Ramanathan   | 6:7(10), 6:3, 10–6         | Luke Saville John-Patrick Smith           | Kamil Majchrzak Elias Ymer             | Daniel Altmaier Lorenzo Musetti Stefano Travaglia Jiří Veselý        |

### Luty
| Tydzień | Data      | Turniej                                              | Zwycięzcy                          | Wynik              | Finaliści                                 | Półfinaliści                          | Ćwierćfinaliści                                                           |
| ------- | --------- | ---------------------------------------------------- | ---------------------------------- | ------------------ | ----------------------------------------- | ------------------------------------- | ------------------------------------------------------------------------- |
| 6.      | 7 lutego  | Rotterdam Open Rotterdam ATP Tour 500 Twarda (hala)  | Félix Auger-Aliassime              | 6:4, 6:2           | Stefanos Tsitsipas                        | Jiří Lehečka Andriej Rublow           | Alex de Minaur Márton Fucsovics Lorenzo Musetti Cameron Norrie            |
| 6.      | 7 lutego  | Rotterdam Open Rotterdam ATP Tour 500 Twarda (hala)  | Robin Haase Matwé Middelkoop       | 4:6, 7:6(5), 10–5  | Lloyd Harris Tim Pütz                     | Jiří Lehečka Andriej Rublow           | Alex de Minaur Márton Fucsovics Lorenzo Musetti Cameron Norrie            |
| 6.      | 7 lutego  | Argentina Open Buenos Aires ATP Tour 250 Ceglana     | Casper Ruud                        | 5:7, 6:2, 6:3      | Diego Schwartzman                         | Federico Delbonis Lorenzo Sonego      | Francisco Cerúndolo Federico Coria Fabio Fognini Fernando Verdasco        |
| 6.      | 7 lutego  | Argentina Open Buenos Aires ATP Tour 250 Ceglana     | Santiago González Andrés Molteni   | 6:1, 6:1           | Fabio Fognini Horacio Zeballos            | Federico Delbonis Lorenzo Sonego      | Francisco Cerúndolo Federico Coria Fabio Fognini Fernando Verdasco        |
| 6.      | 7 lutego  | Dallas Open Dallas ATP Tour 250 Twarda (hala)        | Reilly Opelka                      | 7:6(5), 7:6(3)     | Jenson Brooksby                           | Marcos Giron John Isner               | Taylor Fritz Adrian Mannarino Vasek Pospisil Jordan Thompson              |
| 6.      | 7 lutego  | Dallas Open Dallas ATP Tour 250 Twarda (hala)        | Marcelo Arévalo Jean-Julien Rojer  | 7:6(4), 6:4        | Lloyd Glasspool Harri Heliövaara          | Marcos Giron John Isner               | Taylor Fritz Adrian Mannarino Vasek Pospisil Jordan Thompson              |
| 7.      | 14 lutego | Rio Open Rio de Janeiro ATP Tour 500 Ceglana         | Carlos Alcaraz                     | 6:4, 6:2           | Diego Schwartzman                         | Francisco Cerúndolo Fabio Fognini     | Pablo Andújar Matteo Berrettini Federico Coria Miomir Kecmanović          |
| 7.      | 14 lutego | Rio Open Rio de Janeiro ATP Tour 500 Ceglana         | Simone Bolelli Fabio Fognini       | 7:5, 6:7(2), 10–6  | Jamie Murray Bruno Soares                 | Francisco Cerúndolo Fabio Fognini     | Pablo Andújar Matteo Berrettini Federico Coria Miomir Kecmanović          |
| 7.      | 14 lutego | Open 13 Marsylia ATP Tour 250 Twarda (hala)          | Andriej Rublow                     | 7:5, 7:6(4)        | Félix Auger-Aliassime                     | Benjamin Bonzi Roman Safiullin        | Ilja Iwaszka Asłan Karacew Lucas Pouille Stefanos Tsitsipas               |
| 7.      | 14 lutego | Open 13 Marsylia ATP Tour 250 Twarda (hala)          | Denys Mołczanow Andriej Rublow     | 4:6, 7:5, 10–7     | Raven Klaasen Ben McLachlan               | Benjamin Bonzi Roman Safiullin        | Ilja Iwaszka Asłan Karacew Lucas Pouille Stefanos Tsitsipas               |
| 7.      | 14 lutego | Delray Beach Open Delray Beach ATP Tour 250 Twarda   | Cameron Norrie                     | 7:6(1), 7:6(4)     | Reilly Opelka                             | John Millman Tommy Paul               | Grigor Dimitrow Sebastian Korda Stefan Kozlov Adrian Mannarino            |
| 7.      | 14 lutego | Delray Beach Open Delray Beach ATP Tour 250 Twarda   | Marcelo Arévalo Jean-Julien Rojer  | 6:2, 6:7(5), 10–4  | Ołeksandr Nedowiesow Aisam-ul-Haq Qureshi | John Millman Tommy Paul               | Grigor Dimitrow Sebastian Korda Stefan Kozlov Adrian Mannarino            |
| 7.      | 14 lutego | Qatar Open Doha ATP Tour 250 Twarda                  | Roberto Bautista-Agut              | 6:3, 6:4           | Nikoloz Basilaszwili                      | Karen Chaczanow Arthur Rinderknech    | Marin Čilić Alejandro Davidovich Fokina Márton Fucsovics Denis Shapovalov |
| 7.      | 14 lutego | Qatar Open Doha ATP Tour 250 Twarda                  | Wesley Koolhof Neal Skupski        | 7:6(4), 6:1        | Rohan Bopanna Denis Shapovalov            | Karen Chaczanow Arthur Rinderknech    | Marin Čilić Alejandro Davidovich Fokina Márton Fucsovics Denis Shapovalov |
| 8.      | 21 lutego | Dubai Tennis Championships Dubaj ATP Tour 500 Twarda | Andriej Rublow                     | 6:3, 6:4           | Jiří Veselý                               | Hubert Hurkacz Denis Shapovalov       | Ričardas Berankis Novak Đoković Mackenzie McDonald Jannik Sinner          |
| 8.      | 21 lutego | Dubai Tennis Championships Dubaj ATP Tour 500 Twarda | Tim Pütz Michael Venus             | 6:3, 6:7(5), 16–14 | Nikola Mektić Mate Pavić                  | Hubert Hurkacz Denis Shapovalov       | Ričardas Berankis Novak Đoković Mackenzie McDonald Jannik Sinner          |
| 8.      | 21 lutego | Mexican Open Acapulco ATP Tour 500 Twarda            | Rafael Nadal                       | 6:4, 6:4           | Cameron Norrie                            | Daniił Miedwiediew Stefanos Tsitsipas | Marcos Giron Peter Gojowczyk Yoshihito Nishioka Tommy Paul                |
| 8.      | 21 lutego | Mexican Open Acapulco ATP Tour 500 Twarda            | Feliciano López Stefanos Tsitsipas | 7:5, 6:4           | Marcelo Arévalo Jean-Julien Rojer         | Daniił Miedwiediew Stefanos Tsitsipas | Marcos Giron Peter Gojowczyk Yoshihito Nishioka Tommy Paul                |
| 8.      | 21 lutego | Chile Open Santiago ATP Tour 250 Ceglana             | Pedro Martínez                     | 4:6, 6:4, 6:4      | Sebastián Báez                            | Albert Ramos-Viñolas Alejandro Tabilo | Facundo Bagnis Yannick Hanfmann Miomir Kecmanović Thiago Monteiro         |
| 8.      | 21 lutego | Chile Open Santiago ATP Tour 250 Ceglana             | Rafael Matos Felipe Meligeni Alves | 7:6(8), 7:6(3)     | André Göransson Nathaniel Lammons         | Albert Ramos-Viñolas Alejandro Tabilo | Facundo Bagnis Yannick Hanfmann Miomir Kecmanović Thiago Monteiro         |
| 9.      | 28 lutego | Runda kwalifikacyjna Pucharu Davisa                  |                                    |                    |                                           |                                       |                                                                           |

### Marzec
| Tydzień | Data     | Turniej                                                        | Zwycięzcy                 | Wynik       | Finaliści                                | Półfinaliści                       | Ćwierćfinaliści                                                     |
| ------- | -------- | -------------------------------------------------------------- | ------------------------- | ----------- | ---------------------------------------- | ---------------------------------- | ------------------------------------------------------------------- |
| 10.–11. | 10 marca | Indian Wells Masters Indian Wells ATP Tour Masters 1000 Twarda | Taylor Fritz              | 6:3, 7:6(5) | Rafael Nadal                             | Carlos Alcaraz Andriej Rublow      | Grigor Dimitrow Miomir Kecmanović Nick Kyrgios Cameron Norrie       |
| 10.–11. | 10 marca | Indian Wells Masters Indian Wells ATP Tour Masters 1000 Twarda | John Isner Jack Sock      | 7:6(4), 6:3 | Santiago González Édouard Roger-Vasselin | Carlos Alcaraz Andriej Rublow      | Grigor Dimitrow Miomir Kecmanović Nick Kyrgios Cameron Norrie       |
| 12.–13. | 23 marca | Miami Open Miami ATP Tour Masters 1000 Twarda                  | Carlos Alcaraz            | 7:5, 6:4    | Casper Ruud                              | Francisco Cerúndolo Hubert Hurkacz | Miomir Kecmanović Daniił Miedwiediew Jannik Sinner Alexander Zverev |
| 12.–13. | 23 marca | Miami Open Miami ATP Tour Masters 1000 Twarda                  | Hubert Hurkacz John Isner | 7:6(5), 6:4 | Wesley Koolhof Neal Skupski              | Francisco Cerúndolo Hubert Hurkacz | Miomir Kecmanović Daniił Miedwiediew Jannik Sinner Alexander Zverev |

### Kwiecień
| Tydzień | Data        | Turniej                                                       | Zwycięzcy                         | Wynik                | Finaliści                         | Półfinaliści                         | Ćwierćfinaliści                                                                     |
| ------- | ----------- | ------------------------------------------------------------- | --------------------------------- | -------------------- | --------------------------------- | ------------------------------------ | ----------------------------------------------------------------------------------- |
| 14.     | 4 kwietnia  | US Men’s Clay Court Championship Houston ATP Tour 250 Ceglana | Reilly Opelka                     | 6:3, 7:6(7)          | John Isner                        | Cristian Garín Nick Kyrgios          | Gijs Brouwer Taylor Fritz Michael Mmoh Frances Tiafoe                               |
| 14.     | 4 kwietnia  | US Men’s Clay Court Championship Houston ATP Tour 250 Ceglana | Matthew Ebden Max Purcell         | 6:3, 6:3             | Ivan Sabanov Matej Sabanov        | Cristian Garín Nick Kyrgios          | Gijs Brouwer Taylor Fritz Michael Mmoh Frances Tiafoe                               |
| 14.     | 4 kwietnia  | Grand Prix Hassan II Marrakesz ATP Tour 250 Ceglana           | David Goffin                      | 3:6, 6:3, 6:3        | Alex Molčan                       | Federico Coria Laslo Đere            | Roberto Carballés Baena Richard Gasquet Lorenzo Musetti Botic van de Zandschulp     |
| 14.     | 4 kwietnia  | Grand Prix Hassan II Marrakesz ATP Tour 250 Ceglana           | Rafael Matos David Vega Hernández | 6:1, 7:5             | Andrea Vavassori Jan Zieliński    | Federico Coria Laslo Đere            | Roberto Carballés Baena Richard Gasquet Lorenzo Musetti Botic van de Zandschulp     |
| 15.     | 10 kwietnia | Monte Carlo Masters Monte Carlo ATP Tour Masters 1000 Ceglana | Stefanos Tsitsipas                | 6:3, 7:6(3)          | Alejandro Davidovich Fokina       | Grigor Dimitrow Alexander Zverev     | Taylor Fritz Hubert Hurkacz Diego Schwartzman Jannik Sinner                         |
| 15.     | 10 kwietnia | Monte Carlo Masters Monte Carlo ATP Tour Masters 1000 Ceglana | Rajeev Ram Joe Salisbury          | 6:4, 3:6, 10–7       | Juan Sebastián Cabal Robert Farah | Grigor Dimitrow Alexander Zverev     | Taylor Fritz Hubert Hurkacz Diego Schwartzman Jannik Sinner                         |
| 16.     | 18 kwietnia | Barcelona Open Barcelona ATP Tour 500 Ceglana                 | Carlos Alcaraz                    | 6:3, 6:2             | Pablo Carreño-Busta               | Alex de Minaur Diego Schwartzman     | Félix Auger-Aliassime Cameron Norrie Casper Ruud Stefanos Tsitsipas                 |
| 16.     | 18 kwietnia | Barcelona Open Barcelona ATP Tour 500 Ceglana                 | Kevin Krawietz Andreas Mies       | 6:7(3), 7:6(5), 10–6 | Wesley Koolhof Neal Skupski       | Alex de Minaur Diego Schwartzman     | Félix Auger-Aliassime Cameron Norrie Casper Ruud Stefanos Tsitsipas                 |
| 16.     | 18 kwietnia | Serbia Open Belgrad ATP Tour 250 Ceglana                      | Andriej Rublow                    | 6:2, 6:7(4), 6:0     | Novak Đoković                     | Karen Chaczanow Fabio Fognini        | Taro Daniel Miomir Kecmanović Thiago Monteiro Oscar Otte                            |
| 16.     | 18 kwietnia | Serbia Open Belgrad ATP Tour 250 Ceglana                      | Ariel Behar Gonzalo Escobar       | 6:2, 3:6, 10–7       | Nikola Mektić Mate Pavić          | Karen Chaczanow Fabio Fognini        | Taro Daniel Miomir Kecmanović Thiago Monteiro Oscar Otte                            |
| 17.     | 25 kwietnia | Estoril Open Estoril ATP Tour 250 Ceglana                     | Sebastián Báez                    | 6:3, 6:2             | Frances Tiafoe                    | Sebastian Korda Albert Ramos-Viñolas | Félix Auger-Aliassime Alejandro Davidovich Fokina Richard Gasquet Fernando Verdasco |
| 17.     | 25 kwietnia | Estoril Open Estoril ATP Tour 250 Ceglana                     | Nuno Borges Francisco Cabral      | 6:2, 6:3             | Máximo González André Göransson   | Sebastian Korda Albert Ramos-Viñolas | Félix Auger-Aliassime Alejandro Davidovich Fokina Richard Gasquet Fernando Verdasco |
| 17.     | 25 kwietnia | BMW Open Monachium ATP Tour 250 Ceglana                       | Holger Rune                       | 3:4 krecz            | Botic van de Zandschulp           | Miomir Kecmanović Oscar Otte         | Nikoloz Basilaszwili Casper Ruud Emil Ruusuvuori Alejandro Tabilo                   |
| 17.     | 25 kwietnia | BMW Open Monachium ATP Tour 250 Ceglana                       | Kevin Krawietz Andreas Mies       | 4:6, 6:4, 10–7       | Rafael Matos David Vega Hernández | Miomir Kecmanović Oscar Otte         | Nikoloz Basilaszwili Casper Ruud Emil Ruusuvuori Alejandro Tabilo                   |

### Maj
| Tydzień | Data    | Turniej                                                    | Zwycięzcy                         | Wynik               | Finaliści                         | Półfinaliści                     | Ćwierćfinaliści                                                     |
| ------- | ------- | ---------------------------------------------------------- | --------------------------------- | ------------------- | --------------------------------- | -------------------------------- | ------------------------------------------------------------------- |
| 18.     | 1 maja  | Madrid Open Madryt ATP Tour Masters 1000 Ceglana           | Carlos Alcaraz                    | 6:3, 6:1            | Alexander Zverev                  | Novak Đoković Stefanos Tsitsipas | Félix Auger-Aliassime Hubert Hurkacz Rafael Nadal Andriej Rublow    |
| 18.     | 1 maja  | Madrid Open Madryt ATP Tour Masters 1000 Ceglana           | Wesley Koolhof Neal Skupski       | 6:7(4), 6:4, 10–5   | Juan Sebastián Cabal Robert Farah | Novak Đoković Stefanos Tsitsipas | Félix Auger-Aliassime Hubert Hurkacz Rafael Nadal Andriej Rublow    |
| 19.     | 8 maja  | Internazionali d’Italia Rzym ATP Tour Masters 1000 Ceglana | Novak Đoković                     | 6:0, 7:6(5)         | Stefanos Tsitsipas                | Casper Ruud Alexander Zverev     | Félix Auger-Aliassime Cristian Garín Jannik Sinner Denis Shapovalov |
| 19.     | 8 maja  | Internazionali d’Italia Rzym ATP Tour Masters 1000 Ceglana | Nikola Mektić Mate Pavić          | 6:2, 6:7(6), 12–10  | John Isner Diego Schwartzman      | Casper Ruud Alexander Zverev     | Félix Auger-Aliassime Cristian Garín Jannik Sinner Denis Shapovalov |
| 20.     | 15 maja | Geneva Open Genewa ATP Tour 250 Ceglana                    | Casper Ruud                       | 7:6(3), 4:6, 7:6(1) | João Sousa                        | Richard Gasquet Reilly Opelka    | Tallon Griekspoor Ilja Iwaszka Thanasi Kokkinakis Kamil Majchrzak   |
| 20.     | 15 maja | Geneva Open Genewa ATP Tour 250 Ceglana                    | Nikola Mektić Mate Pavić          | 2:6, 6:2, 10–3      | Pablo Andújar Matwé Middelkoop    | Richard Gasquet Reilly Opelka    | Tallon Griekspoor Ilja Iwaszka Thanasi Kokkinakis Kamil Majchrzak   |
| 20.     | 15 maja | Lyon Open Lyon ATP Tour 250 Ceglana                        | Cameron Norrie                    | 6:3, 6:7(3), 6:1    | Alex Molčan                       | Alex de Minaur Holger Rune       | Sebastián Báez Federico Coria Manuel Guinard Yosuke Watanuki        |
| 20.     | 15 maja | Lyon Open Lyon ATP Tour 250 Ceglana                        | Ivan Dodig Austin Krajicek        | 6:3, 6:4            | Máximo González Marcelo Melo      | Alex de Minaur Holger Rune       | Sebastián Báez Federico Coria Manuel Guinard Yosuke Watanuki        |
| 21.–22. | 22 maja | French Open Paryż Wielki Szlem Ceglana                     | Rafael Nadal                      | 6:3, 6:3, 6:0       | Casper Ruud                       | Marin Čilić Alexander Zverev     | Carlos Alcaraz Novak Đoković Andriej Rublow Holger Rune             |
| 21.–22. | 22 maja | French Open Paryż Wielki Szlem Ceglana                     | Marcelo Arévalo Jean-Julien Rojer | 6:7(4), 7:6(5), 6:3 | Ivan Dodig Austin Krajicek        | Marin Čilić Alexander Zverev     | Carlos Alcaraz Novak Đoković Andriej Rublow Holger Rune             |
| 21.–22. | 22 maja | French Open Paryż Wielki Szlem Ceglana                     | Ena Shibahara Wesley Koolhof      | 7:6(5), 6:2         | Ulrikke Eikeri Joran Vliegen      | Marin Čilić Alexander Zverev     | Carlos Alcaraz Novak Đoković Andriej Rublow Holger Rune             |

### Czerwiec
| Tydzień | Data       | Turniej                                                    | Zwycięzcy                          | Wynik                               | Finaliści                        | Półfinaliści                           | Ćwierćfinaliści                                                                 |
| ------- | ---------- | ---------------------------------------------------------- | ---------------------------------- | ----------------------------------- | -------------------------------- | -------------------------------------- | ------------------------------------------------------------------------------- |
| 23.     | 6 czerwca  | Rosmalen Open ’s-Hertogenbosch ATP Tour 250 Trawiasta      | Tim van Rijthoven                  | 6:4, 6:1                            | Daniił Miedwiediew               | Félix Auger-Aliassime Adrian Mannarino | Karen Chaczanow Hugo Gaston Ilja Iwaszka Brandon Nakashima                      |
| 23.     | 6 czerwca  | Rosmalen Open ’s-Hertogenbosch ATP Tour 250 Trawiasta      | Wesley Koolhof Neal Skupski        | 4:6, 7:5, 10–6                      | Matthew Ebden Max Purcell        | Félix Auger-Aliassime Adrian Mannarino | Karen Chaczanow Hugo Gaston Ilja Iwaszka Brandon Nakashima                      |
| 23.     | 6 czerwca  | Stuttgart Open Stuttgart ATP Tour 250 Trawiasta            | Matteo Berrettini                  | 6:4, 5:7, 6:3                       | Andy Murray                      | Nick Kyrgios Oscar Otte                | Benjamin Bonzi Márton Fucsovics Lorenzo Sonego Stefanos Tsitsipas               |
| 23.     | 6 czerwca  | Stuttgart Open Stuttgart ATP Tour 250 Trawiasta            | Hubert Hurkacz Mate Pavić          | 7:6(3), 7:6(5)                      | Tim Pütz Michael Venus           | Nick Kyrgios Oscar Otte                | Benjamin Bonzi Márton Fucsovics Lorenzo Sonego Stefanos Tsitsipas               |
| 24.     | 13 czerwca | Halle Open Halle ATP Tour 500 Trawiasta                    | Hubert Hurkacz                     | 6:1, 6:4                            | Daniił Miedwiediew               | Nick Kyrgios Oscar Otte                | Félix Auger-Aliassime Roberto Bautista-Agut Pablo Carreño-Busta Karen Chaczanow |
| 24.     | 13 czerwca | Halle Open Halle ATP Tour 500 Trawiasta                    | Marcel Granollers Horacio Zeballos | 6:4, 6:7(5), 14–12                  | Tim Pütz Michael Venus           | Nick Kyrgios Oscar Otte                | Félix Auger-Aliassime Roberto Bautista-Agut Pablo Carreño-Busta Karen Chaczanow |
| 24.     | 13 czerwca | Queen’s Club Championships Londyn ATP Tour 500 Trawiasta   | Matteo Berrettini                  | 7:5, 6:4                            | Filip Krajinović                 | Marin Čilić Botic van de Zandschulp    | Alejandro Davidovich Fokina Tommy Paul Ryan Peniston Emil Ruusuvuori            |
| 24.     | 13 czerwca | Queen’s Club Championships Londyn ATP Tour 500 Trawiasta   | Nikola Mektić Mate Pavić           | 3:6, 7:6(3), 10–6                   | Lloyd Glasspool Harri Heliövaara | Marin Čilić Botic van de Zandschulp    | Alejandro Davidovich Fokina Tommy Paul Ryan Peniston Emil Ruusuvuori            |
| 25.     | 19 czerwca | Mallorca Championships Santa Ponça ATP Tour 250 Trawiasta  | Stefanos Tsitsipas                 | 6:4, 3:6, 7:6(2)                    | Roberto Bautista-Agut            | Antoine Bellier Benjamin Bonzi         | Daniel Altmaier Marcos Giron Tallon Griekspoor Daniił Miedwiediew               |
| 25.     | 19 czerwca | Mallorca Championships Santa Ponça ATP Tour 250 Trawiasta  | Rafael Matos David Vega Hernández  | 7:6(5), 6:7(6), 10–1                | Ariel Behar Gonzalo Escobar      | Antoine Bellier Benjamin Bonzi         | Daniel Altmaier Marcos Giron Tallon Griekspoor Daniił Miedwiediew               |
| 25.     | 20 czerwca | Eastbourne International Eastbourne ATP Tour 250 Trawiasta | Taylor Fritz                       | 6:2, 6:7(4), 7:6(4)                 | Maxime Cressy                    | Alex de Minaur Jack Draper             | Aleksandr Bublik Cameron Norrie Tommy Paul Ryan Peniston                        |
| 25.     | 20 czerwca | Eastbourne International Eastbourne ATP Tour 250 Trawiasta | Nikola Mektić Mate Pavić           | 6:4, 6:2                            | Matwé Middelkoop Luke Saville    | Alex de Minaur Jack Draper             | Aleksandr Bublik Cameron Norrie Tommy Paul Ryan Peniston                        |
| 26.–27. | 27 czerwca | Wimbledon Londyn Wielki Szlem Trawiasta                    | Novak Đoković                      | 4:6, 6:3, 6:4, 7:6(3)               | Nick Kyrgios                     | Rafael Nadal Cameron Norrie            | Taylor Fritz Cristian Garín David Goffin Jannik Sinner                          |
| 26.–27. | 27 czerwca | Wimbledon Londyn Wielki Szlem Trawiasta                    | Matthew Ebden Max Purcell          | 7:6(5), 6:7(3), 4:6, 6:4, 7:6(10–2) | Nikola Mektić Mate Pavić         | Rafael Nadal Cameron Norrie            | Taylor Fritz Cristian Garín David Goffin Jannik Sinner                          |
| 26.–27. | 27 czerwca | Wimbledon Londyn Wielki Szlem Trawiasta                    | Desirae Krawczyk Neal Skupski      | 6:4, 6:3                            | Samantha Stosur Matthew Ebden    | Rafael Nadal Cameron Norrie            | Taylor Fritz Cristian Garín David Goffin Jannik Sinner                          |

### Lipiec
| Tydzień | Data     | Turniej                                            | Zwycięzcy                         | Wynik             | Finaliści                        | Półfinaliści                          | Ćwierćfinaliści                                                                 |
| ------- | -------- | -------------------------------------------------- | --------------------------------- | ----------------- | -------------------------------- | ------------------------------------- | ------------------------------------------------------------------------------- |
| 28.     | 11 lipca | Swedish Open Båstad ATP Tour 250 Ceglana           | Francisco Cerúndolo               | 7:6(4), 6:2       | Sebastián Báez                   | Pablo Carreño-Busta Andriej Rublow    | Laslo Đere Asłan Karacew Diego Schwartzman Dominic Thiem                        |
| 28.     | 11 lipca | Swedish Open Båstad ATP Tour 250 Ceglana           | Rafael Matos David Vega Hernández | 6:4, 3:6, 13–11   | Simone Bolelli Fabio Fognini     | Pablo Carreño-Busta Andriej Rublow    | Laslo Đere Asłan Karacew Diego Schwartzman Dominic Thiem                        |
| 28.     | 11 lipca | Hall of Fame Open Newport ATP Tour 250 Trawiasta   | Maxime Cressy                     | 2:6, 6:3, 7:6(3)  | Aleksandr Bublik                 | John Isner Jason Kubler               | Benjamin Bonzi James Duckworth Steve Johnson Andy Murray                        |
| 28.     | 11 lipca | Hall of Fame Open Newport ATP Tour 250 Trawiasta   | William Blumberg Steve Johnson    | 6:4, 7:5          | Raven Klaasen Marcelo Melo       | John Isner Jason Kubler               | Benjamin Bonzi James Duckworth Steve Johnson Andy Murray                        |
| 29.     | 18 lipca | Hamburg European Open Hamburg ATP Tour 500 Ceglana | Lorenzo Musetti                   | 6:4, 6:7(6), 6:4  | Carlos Alcaraz                   | Francisco Cerúndolo Alex Molčan       | Karen Chaczanow Borna Ćorić Alejandro Davidovich Fokina Asłan Karacew           |
| 29.     | 18 lipca | Hamburg European Open Hamburg ATP Tour 500 Ceglana | Lloyd Glasspool Harri Heliövaara  | 6:2, 6:4          | Rohan Bopanna Matwé Middelkoop   | Francisco Cerúndolo Alex Molčan       | Karen Chaczanow Borna Ćorić Alejandro Davidovich Fokina Asłan Karacew           |
| 29.     | 18 lipca | Swiss Open Gstaad Gstaad ATP Tour 250 Ceglana      | Casper Ruud                       | 4:6, 7:6(4), 6:2  | Matteo Berrettini                | Albert Ramos-Viñolas Dominic Thiem    | Nicolás Jarry Pedro Martínez Jaume Munar Juan Pablo Varillas                    |
| 29.     | 18 lipca | Swiss Open Gstaad Gstaad ATP Tour 250 Ceglana      | Tomislav Brkić Francisco Cabral   | 6:4, 6:4          | Robin Haase Philipp Oswald       | Albert Ramos-Viñolas Dominic Thiem    | Nicolás Jarry Pedro Martínez Jaume Munar Juan Pablo Varillas                    |
| 30.     | 25 lipca | Atlanta Open Atlanta ATP Tour 250 Twarda           | Alex de Minaur                    | 6:3, 6:3          | Jenson Brooksby                  | Ilja Iwaszka Frances Tiafoe           | John Isner Adrian Mannarino Brandon Nakashima Tommy Paul                        |
| 30.     | 25 lipca | Atlanta Open Atlanta ATP Tour 250 Twarda           | Thanasi Kokkinakis Nick Kyrgios   | 7:6(4), 7:5       | Jason Kubler John Peers          | Ilja Iwaszka Frances Tiafoe           | John Isner Adrian Mannarino Brandon Nakashima Tommy Paul                        |
| 30.     | 25 lipca | Austrian Open Kitzbühel ATP Tour 250 Ceglana       | Roberto Bautista-Agut             | 6:2, 6:2          | Filip Misolic                    | Yannick Hanfmann Albert Ramos-Viñolas | Dušan Lajović Jiří Lehečka Pedro Martínez Dominic Thiem                         |
| 30.     | 25 lipca | Austrian Open Kitzbühel ATP Tour 250 Ceglana       | Pedro Martínez Lorenzo Sonego     | 5:7, 6:4, 10–8    | Tim Pütz Michael Venus           | Yannick Hanfmann Albert Ramos-Viñolas | Dušan Lajović Jiří Lehečka Pedro Martínez Dominic Thiem                         |
| 30.     | 25 lipca | Croatia Open Umag Umag ATP Tour 250 Ceglana        | Jannik Sinner                     | 6:7(5), 6:1, 6:1  | Carlos Alcaraz                   | Franco Agamenone Giulio Zeppieri      | Facundo Bagnis Roberto Carballés Baena Marco Cecchinato Bernabé Zapata Miralles |
| 30.     | 25 lipca | Croatia Open Umag Umag ATP Tour 250 Ceglana        | Simone Bolelli Fabio Fognini      | 5:7, 7:6(6), 10–7 | Lloyd Glasspool Harri Heliövaara | Franco Agamenone Giulio Zeppieri      | Facundo Bagnis Roberto Carballés Baena Marco Cecchinato Bernabé Zapata Miralles |

### Sierpień
| Tydzień | Data        | Turniej                                                    | Zwycięzcy                          | Wynik                 | Finaliści                               | Półfinaliści                               | Ćwierćfinaliści                                               |
| ------- | ----------- | ---------------------------------------------------------- | ---------------------------------- | --------------------- | --------------------------------------- | ------------------------------------------ | ------------------------------------------------------------- |
| 31.     | 1 sierpnia  | Washington Open Waszyngton ATP Tour 500 Twarda             | Nick Kyrgios                       | 6:4, 6:3              | Yoshihito Nishioka                      | Andriej Rublow Mikael Ymer                 | Daniel Evans Sebastian Korda Frances Tiafoe Jeffrey John Wolf |
| 31.     | 1 sierpnia  | Washington Open Waszyngton ATP Tour 500 Twarda             | Nick Kyrgios Jack Sock             | 7:5, 6:4              | Ivan Dodig Austin Krajicek              | Andriej Rublow Mikael Ymer                 | Daniel Evans Sebastian Korda Frances Tiafoe Jeffrey John Wolf |
| 31.     | 1 sierpnia  | Los Cabos Open Los Cabos ATP Tour 250 Twarda               | Daniił Miedwiediew                 | 7:5, 6:0              | Cameron Norrie                          | Félix Auger-Aliassime Miomir Kecmanović    | Radu Albot Ričardas Berankis Steve Johnson Brandon Nakashima  |
| 31.     | 1 sierpnia  | Los Cabos Open Los Cabos ATP Tour 250 Twarda               | William Blumberg Miomir Kecmanović | 6:0, 6:1              | Raven Klaasen Marcelo Melo              | Félix Auger-Aliassime Miomir Kecmanović    | Radu Albot Ričardas Berankis Steve Johnson Brandon Nakashima  |
| 32.     | 7 sierpnia  | Canadian Open Montreal ATP Tour Masters 1000 Twarda        | Pablo Carreño-Busta                | 3:6, 6:3, 6:3         | Hubert Hurkacz                          | Daniel Evans Casper Ruud                   | Félix Auger-Aliassime Jack Draper Nick Kyrgios Tommy Paul     |
| 32.     | 7 sierpnia  | Canadian Open Montreal ATP Tour Masters 1000 Twarda        | Wesley Koolhof Neal Skupski        | 6:2, 4:6, 10–6        | Daniel Evans John Peers                 | Daniel Evans Casper Ruud                   | Félix Auger-Aliassime Jack Draper Nick Kyrgios Tommy Paul     |
| 33.     | 14 sierpnia | Cincinnati Masters Cincinnati ATP Tour Masters 1000 Twarda | Borna Ćorić                        | 7:6(0), 6:2           | Stefanos Tsitsipas                      | Daniił Miedwiediew Cameron Norrie          | Carlos Alcaraz Félix Auger-Aliassime Taylor Fritz John Isner  |
| 33.     | 14 sierpnia | Cincinnati Masters Cincinnati ATP Tour Masters 1000 Twarda | Rajeev Ram Joe Salisbury           | 7:6(4), 7:6(5)        | Tim Pütz Michael Venus                  | Daniił Miedwiediew Cameron Norrie          | Carlos Alcaraz Félix Auger-Aliassime Taylor Fritz John Isner  |
| 34.     | 21 sierpnia | Winston-Salem Open Winston-Salem ATP Tour 250 Twarda       | Adrian Mannarino                   | 7:6(1), 6:4           | Laslo Đere                              | Marc-Andrea Hüsler Botic van de Zandschulp | Benjamin Bonzi Maxime Cressy Jack Draper Richard Gasquet      |
| 34.     | 21 sierpnia | Winston-Salem Open Winston-Salem ATP Tour 250 Twarda       | Matthew Ebden Jamie Murray         | 6:4, 6:2              | Hugo Nys Jan Zieliński                  | Marc-Andrea Hüsler Botic van de Zandschulp | Benjamin Bonzi Maxime Cressy Jack Draper Richard Gasquet      |
| 35.–36. | 29 sierpnia | US Open Nowy Jork Wielki Szlem Twarda                      | Carlos Alcaraz                     | 6:4, 2:6, 7:6(1), 6:3 | Casper Ruud                             | Karen Chaczanow Frances Tiafoe             | Matteo Berrettini Nick Kyrgios Andriej Rublow Jannik Sinner   |
| 35.–36. | 29 sierpnia | US Open Nowy Jork Wielki Szlem Twarda                      | Rajeev Ram Joe Salisbury           | 7:6(4), 7:5           | Wesley Koolhof Neal Skupski             | Karen Chaczanow Frances Tiafoe             | Matteo Berrettini Nick Kyrgios Andriej Rublow Jannik Sinner   |
| 35.–36. | 29 sierpnia | US Open Nowy Jork Wielki Szlem Twarda                      | Storm Sanders John Peers           | 4:6, 6:4, 10–7        | Kirsten Flipkens Édouard Roger-Vasselin | Karen Chaczanow Frances Tiafoe             | Matteo Berrettini Nick Kyrgios Andriej Rublow Jannik Sinner   |

### Wrzesień
| Tydzień | Data        | Turniej                                                | Zwycięzcy                         | Wynik          | Finaliści                                    | Półfinaliści                         | Ćwierćfinaliści                                                       |
| ------- | ----------- | ------------------------------------------------------ | --------------------------------- | -------------- | -------------------------------------------- | ------------------------------------ | --------------------------------------------------------------------- |
| 37.     | 14 września | Faza grupowa Pucharu Davisa                            |                                   |                |                                              |                                      |                                                                       |
| 38.     | 19 września | Moselle Open Metz ATP Tour 250 Twarda (hala)           | Lorenzo Sonego                    | 7:6(3), 6:2    | Aleksandr Bublik                             | Hubert Hurkacz Stan Wawrinka         | Sebastian Korda Arthur Rinderknech Holger Rune Mikael Ymer            |
| 38.     | 19 września | Moselle Open Metz ATP Tour 250 Twarda (hala)           | Hugo Nys Jan Zieliński            | 7:6(5), 6:4    | Lloyd Glasspool Harri Heliövaara             | Hubert Hurkacz Stan Wawrinka         | Sebastian Korda Arthur Rinderknech Holger Rune Mikael Ymer            |
| 38.     | 19 września | San Diego Open San Diego ATP Tour 250 Twarda           | Brandon Nakashima                 | 6:4, 6:4       | Marcos Giron                                 | Daniel Evans Christopher O’Connell   | Jenson Brooksby James Duckworth Daniel Elahi Galán Constant Lestienne |
| 38.     | 19 września | San Diego Open San Diego ATP Tour 250 Twarda           | Nathaniel Lammons Jackson Withrow | 7:6(5), 6:2    | Jason Kubler Luke Saville                    | Daniel Evans Christopher O’Connell   | Jenson Brooksby James Duckworth Daniel Elahi Galán Constant Lestienne |
| 38.     | 23 września | Puchar Lavera Londyn Twarda (hala)                     | Drużyna Światowa                  | 13–8           | Drużyna Europejska                           |                                      |                                                                       |
| 39.     | 26 września | Tel Aviv Open Tel Awiw-Jafa ATP Tour 250 Twarda (hala) | Novak Đoković                     | 6:3, 6:4       | Marin Čilić                                  | Constant Lestienne Roman Safiullin   | Liam Broady Maxime Cressy Vasek Pospisil Arthur Rinderknech           |
| 39.     | 26 września | Tel Aviv Open Tel Awiw-Jafa ATP Tour 250 Twarda (hala) | Rohan Bopanna Matwé Middelkoop    | 6:2, 6:4       | Santiago González Andrés Molteni             | Constant Lestienne Roman Safiullin   | Liam Broady Maxime Cressy Vasek Pospisil Arthur Rinderknech           |
| 39.     | 26 września | Sofia Open Sofia ATP Tour 250 Twarda (hala)            | Marc-Andrea Hüsler                | 6:4, 7:6(8)    | Holger Rune                                  | Lorenzo Musetti Jannik Sinner        | Ilja Iwaszka Kamil Majchrzak Jan-Lennard Struff Aleksandar Vukic      |
| 39.     | 26 września | Sofia Open Sofia ATP Tour 250 Twarda (hala)            | Rafael Matos David Vega Hernández | 3:6, 7:5, 10–8 | Fabian Fallert Oscar Otte                    | Lorenzo Musetti Jannik Sinner        | Ilja Iwaszka Kamil Majchrzak Jan-Lennard Struff Aleksandar Vukic      |
| 39.     | 26 września | Korea Open Seul ATP Tour 250 Twarda                    | Yoshihito Nishioka                | 6:4, 7:6(5)    | Denis Shapovalov                             | Jenson Brooksby Aleksandar Kovacevic | Radu Albot Mackenzie McDonald Cameron Norrie Casper Ruud              |
| 39.     | 26 września | Korea Open Seul ATP Tour 250 Twarda                    | Raven Klaasen Nathaniel Lammons   | 6:1, 7:5       | Nicolás Barrientos Miguel Ángel Reyes-Varela | Jenson Brooksby Aleksandar Kovacevic | Radu Albot Mackenzie McDonald Cameron Norrie Casper Ruud              |

### Październik
| Tydzień | Data            | Turniej                                                   | Zwycięzcy                                 | Wynik                | Finaliści                            | Półfinaliści                             | Ćwierćfinaliści                                                               |
| ------- | --------------- | --------------------------------------------------------- | ----------------------------------------- | -------------------- | ------------------------------------ | ---------------------------------------- | ----------------------------------------------------------------------------- |
| 40.     | 3 października  | Astana Open Astana ATP Tour 500 Twarda (hala)             | Novak Đoković                             | 6:3, 6:4             | Stefanos Tsitsipas                   | Andriej Rublow Daniił Miedwiediew        | Roberto Bautista-Agut Karen Chaczanow Hubert Hurkacz Adrian Mannarino         |
| 40.     | 3 października  | Astana Open Astana ATP Tour 500 Twarda (hala)             | Nikola Mektić Mate Pavić                  | 6:4, 6:2             | Adrian Mannarino Fabrice Martin      | Andriej Rublow Daniił Miedwiediew        | Roberto Bautista-Agut Karen Chaczanow Hubert Hurkacz Adrian Mannarino         |
| 40.     | 3 października  | Japan Open Tennis Championships Tokio ATP Tour 500 Twarda | Taylor Fritz                              | 7:6(3), 7:6(2)       | Frances Tiafoe                       | Kwon Soon-woo Denis Shapovalov           | Borna Ćorić Miomir Kecmanović Nick Kyrgios Pedro Martínez                     |
| 40.     | 3 października  | Japan Open Tennis Championships Tokio ATP Tour 500 Twarda | Mackenzie McDonald Marcelo Melo           | 6:4, 3:6, 10–4       | Rafael Matos David Vega Hernández    | Kwon Soon-woo Denis Shapovalov           | Borna Ćorić Miomir Kecmanović Nick Kyrgios Pedro Martínez                     |
| 41.     | 10 października | Firenze Open Florencja ATP Tour 250 Twarda (hala)         | Félix Auger-Aliassime                     | 6:4, 6:4             | Jeffrey John Wolf                    | Lorenzo Musetti Mikael Ymer              | Aleksandr Bublik Roberto Carballés Baena Mackenzie McDonald Brandon Nakashima |
| 41.     | 10 października | Firenze Open Florencja ATP Tour 250 Twarda (hala)         | Nicolas Mahut Édouard Roger-Vasselin      | 7:6(4), 6:3          | Ivan Dodig Austin Krajicek           | Lorenzo Musetti Mikael Ymer              | Aleksandr Bublik Roberto Carballés Baena Mackenzie McDonald Brandon Nakashima |
| 41.     | 10 października | Gijón Open Gijón ATP Tour 250 Twarda (hala)               | Andriej Rublow                            | 6:2, 6:3             | Sebastian Korda                      | Arthur Rinderknech Dominic Thiem         | Pablo Carreño-Busta Francisco Cerúndolo Andy Murray Tommy Paul                |
| 41.     | 10 października | Gijón Open Gijón ATP Tour 250 Twarda (hala)               | Máximo González Andrés Molteni            | 6:7(6), 7:6(4), 10–5 | Nathaniel Lammons Jackson Withrow    | Arthur Rinderknech Dominic Thiem         | Pablo Carreño-Busta Francisco Cerúndolo Andy Murray Tommy Paul                |
| 42.     | 17 października | European Open Antwerpia ATP Tour 250 Twarda (hala)        | Félix Auger-Aliassime                     | 6:3, 6:4             | Sebastian Korda                      | Richard Gasquet Dominic Thiem            | Daniel Evans David Goffin Hubert Hurkacz Yoshihito Nishioka                   |
| 42.     | 17 października | European Open Antwerpia ATP Tour 250 Twarda (hala)        | Tallon Griekspoor Botic van de Zandschulp | 3:6, 6:3, 10–5       | Rohan Bopanna Matwé Middelkoop       | Richard Gasquet Dominic Thiem            | Daniel Evans David Goffin Hubert Hurkacz Yoshihito Nishioka                   |
| 42.     | 17 października | Stockholm Open Sztokholm ATP Tour 250 Twarda (hala)       | Holger Rune                               | 6:4, 6:4             | Stefanos Tsitsipas                   | Alex de Minaur Emil Ruusuvuori           | Cameron Norrie Denis Shapovalov Frances Tiafoe Mikael Ymer                    |
| 42.     | 17 października | Stockholm Open Sztokholm ATP Tour 250 Twarda (hala)       | Marcelo Arévalo Jean-Julien Rojer         | 6:3, 6:3             | Lloyd Glasspool Harri Heliövaara     | Alex de Minaur Emil Ruusuvuori           | Cameron Norrie Denis Shapovalov Frances Tiafoe Mikael Ymer                    |
| 42.     | 17 października | Tennis Napoli Cup Neapol ATP Tour 250 Twarda              | Lorenzo Musetti                           | 7:6(5), 6:2          | Matteo Berrettini                    | Miomir Kecmanović Mackenzie McDonald     | Pablo Carreño-Busta Taro Daniel Daniel Elahi Galán Zhang Zhizhen              |
| 42.     | 17 października | Tennis Napoli Cup Neapol ATP Tour 250 Twarda              | Ivan Dodig Austin Krajicek                | 6:3, 1:6, 10–8       | Matthew Ebden John Peers             | Miomir Kecmanović Mackenzie McDonald     | Pablo Carreño-Busta Taro Daniel Daniel Elahi Galán Zhang Zhizhen              |
| 43.     | 24 października | Swiss Indoors Basel Bazylea ATP Tour 500 Twarda (hala)    | Félix Auger-Aliassime                     | 6:3, 7:5             | Holger Rune                          | Carlos Alcaraz Roberto Bautista-Agut     | Aleksandr Bublik Pablo Carreño-Busta Arthur Rinderknech Stan Wawrinka         |
| 43.     | 24 października | Swiss Indoors Basel Bazylea ATP Tour 500 Twarda (hala)    | Ivan Dodig Austin Krajicek                | 6:4, 7:6(5)          | Nicolas Mahut Édouard Roger-Vasselin | Carlos Alcaraz Roberto Bautista-Agut     | Aleksandr Bublik Pablo Carreño-Busta Arthur Rinderknech Stan Wawrinka         |
| 43.     | 24 października | Vienna Open Wiedeń ATP Tour 500 Twarda (hala)             | Daniił Miedwiediew                        | 4:6, 6:3, 6:2        | Denis Shapovalov                     | Borna Ćorić Grigor Dimitrow              | Daniel Evans Marcos Giron Hubert Hurkacz Jannik Sinner                        |
| 43.     | 24 października | Vienna Open Wiedeń ATP Tour 500 Twarda (hala)             | Alexander Erler Lucas Miedler             | 6:3, 7:6(1)          | Santiago González Andrés Molteni     | Borna Ćorić Grigor Dimitrow              | Daniel Evans Marcos Giron Hubert Hurkacz Jannik Sinner                        |
| 44.     | 31 października | Paris Masters Paryż ATP Tour Masters 1000 Twarda (hala)   | Holger Rune                               | 3:6, 6:3, 7:5        | Novak Đoković                        | Félix Auger-Aliassime Stefanos Tsitsipas | Carlos Alcaraz Lorenzo Musetti Tommy Paul Frances Tiafoe                      |
| 44.     | 31 października | Paris Masters Paryż ATP Tour Masters 1000 Twarda (hala)   | Wesley Koolhof Neal Skupski               | 7:6(5), 6:4          | Ivan Dodig Austin Krajicek           | Félix Auger-Aliassime Stefanos Tsitsipas | Carlos Alcaraz Lorenzo Musetti Tommy Paul Frances Tiafoe                      |

### Listopad
| Tydzień | Data         | Turniej                                                                      | Zwycięzcy                | Wynik               | Finaliści                | Półfinaliści                 | Faza grupowa                                                             |
| ------- | ------------ | ---------------------------------------------------------------------------- | ------------------------ | ------------------- | ------------------------ | ---------------------------- | ------------------------------------------------------------------------ |
| 45.     | 8 listopada  | Next Generation ATP Finals Mediolan Next Generation ATP Finals Twarda (hala) | Brandon Nakashima        | 4:3(5), 4:3(6), 4:2 | Jiří Lehečka             | Jack Draper Dominic Stricker | Matteo Arnaldi Lorenzo Musetti Francesco Passaro Tseng Chun-hsin         |
| 46.     | 13 listopada | ATP Finals Turyn ATP Finals Twarda (hala)                                    | Novak Đoković            | 7:5, 6:3            | Casper Ruud              | Taylor Fritz Andriej Rublow  | Félix Auger-Aliassime Daniił Miedwiediew Rafael Nadal Stefanos Tsitsipas |
| 46.     | 13 listopada | ATP Finals Turyn ATP Finals Twarda (hala)                                    | Rajeev Ram Joe Salisbury | 7:6(4), 6:4         | Nikola Mektić Mate Pavić | Taylor Fritz Andriej Rublow  | Félix Auger-Aliassime Daniił Miedwiediew Rafael Nadal Stefanos Tsitsipas |
| Tydzień | Data         | Turniej                                                                      | Zwycięzcy                | Wynik               | Finaliści                | Półfinaliści                 | Ćwierćfinaliści                                                          |
| 47.     | 21 listopada | Puchar Davisa Malaga Twarda (hala)                                           | Kanada                   | 2–0                 | Australia                | Włochy · Chorwacja           | Stany Zjednoczone · Niemcy · Holandia · Hiszpania                        |

### Turnieje odwołane lub przeniesione
| Tydzień | Data            | Turniej                                                | Status     |
| ------- | --------------- | ------------------------------------------------------ | ---------- |
| 2.      | 10 stycznia     | Auckland Open Auckland ATP Tour 250 Twarda             | Anulowany  |
| 39.     | 26 września     | Chengdu Open Chengdu ATP Tour 250 Twarda               | Anulowany  |
| 39.     | 26 września     | Zhuhai Championships Zhuhai ATP Tour 250 Twarda        | Anulowany  |
| 40.     | 3 października  | China Open Pekin ATP Tour 500 Twarda                   | Anulowany  |
| 41.     | 9 października  | Shanghai Masters Szanghaj ATP Tour Masters 1000 Twarda | Anulowany  |
| 41.     | 10 października | Kremlin Cup Moskwa ATP Tour 250 Twarda (hala)          | Zawieszony |

## Wielki Szlem
| Turniej         | Gra pojedyncza | Gra podwójna                      | Gra mieszana                   |
| Australian Open | Rafael Nadal   | Thanasi Kokkinakis Nick Kyrgios   | Ivan Dodig Kristina Mladenovic |
| French Open     | Rafael Nadal   | Marcelo Arévalo Jean-Julien Rojer | Wesley Koolhof Ena Shibahara   |
| Wimbledon       | Novak Đoković  | Matthew Ebden Max Purcell         | Neal Skupski Desirae Krawczyk  |
| US Open         | Carlos Alcaraz | Rajeev Ram Joe Salisbury          | John Peers Storm Sanders       |

## Wygrane turnieje

### Klasyfikacja tenisistów
| Wygrane | Zawodnik                | Wielki Szlem | Wielki Szlem | Wielki Szlem | ATP Finals | ATP Finals | Masters 1000 | Masters 1000 | Tour 500 | Tour 500 | Tour 250 | Tour 250 | Łącznie | Łącznie | Łącznie |
| Wygrane | Zawodnik                | S            | D            | M            | S          | D          | S            | D            | S        | D        | S        | D        | S       | D       | M       |
| ------- | ----------------------- | ------------ | ------------ | ------------ | ---------- | ---------- | ------------ | ------------ | -------- | -------- | -------- | -------- | ------- | ------- | ------- |
| 8       | Wesley Koolhof          |              |              | 1            |            |            |              | 3            |          |          |          | 4        | 0       | 7       | 1       |
| 8       | Neal Skupski            |              |              | 1            |            |            |              | 3            |          |          |          | 4        | 0       | 7       | 1       |
| 6       | Mate Pavić              |              |              |              |            |            |              | 1            |          | 2        |          | 3        | 0       | 6       | 0       |
| 5       | Novak Đoković           | 1            |              |              | 1          |            | 1            |              | 1        |          | 1        |          | 5       | 0       | 0       |
| 5       | Carlos Alcaraz          | 1            |              |              |            |            | 2            |              | 2        |          |          |          | 5       | 0       | 0       |
| 5       | Nikola Mektić           |              |              |              |            |            |              | 1            |          | 2        |          | 2        | 0       | 5       | 0       |
| 5       | Andriej Rublow          |              |              |              |            |            |              |              | 1        |          | 3        | 1        | 4       | 1       | 0       |
| 5       | Rafael Matos            |              |              |              |            |            |              |              |          |          |          | 5        | 0       | 5       | 0       |
| 4       | Rafael Nadal            | 2            |              |              |            |            |              |              | 1        |          | 1        |          | 4       | 0       | 0       |
| 4       | Rajeev Ram              |              | 1            |              |            | 1          |              | 2            |          |          |          |          | 0       | 4       | 0       |
| 4       | Joe Salisbury           |              | 1            |              |            | 1          |              | 2            |          |          |          |          | 0       | 4       | 0       |
| 4       | Marcelo Arévalo         |              | 1            |              |            |            |              |              |          |          |          | 3        | 0       | 4       | 0       |
| 4       | Ivan Dodig              |              |              | 1            |            |            |              |              |          | 1        |          | 2        | 0       | 3       | 1       |
| 4       | Nick Kyrgios            |              | 1            |              |            |            |              |              | 1        | 1        |          | 1        | 1       | 3       | 0       |
| 4       | Jean-Julien Rojer       |              | 1            |              |            |            |              |              |          |          |          | 3        | 0       | 4       | 0       |
| 4       | Félix Auger-Aliassime   |              |              |              |            |            |              |              | 2        |          | 2        |          | 4       | 0       | 0       |
| 4       | David Vega Hernández    |              |              |              |            |            |              |              |          |          |          | 4        | 0       | 4       | 0       |
| 3       | Matthew Ebden           |              | 1            |              |            |            |              |              |          |          | 1        | 1        | 1       | 2       | 0       |
| 3       | Thanasi Kokkinakis      |              | 1            |              |            |            |              |              |          |          | 1        | 1        | 1       | 2       | 0       |
| 3       | Taylor Fritz            |              |              |              |            |            | 1            |              | 1        |          | 1        |          | 3       | 0       | 0       |
| 3       | Stefanos Tsitsipas      |              |              |              |            |            | 1            |              |          | 1        | 1        |          | 2       | 1       | 0       |
| 3       | Holger Rune             |              |              |              |            |            | 1            |              |          |          | 2        |          | 3       | 0       | 0       |
| 3       | Hubert Hurkacz          |              |              |              |            |            |              | 1            | 1        |          |          | 1        | 1       | 2       | 0       |
| 3       | Austin Krajicek         |              |              |              |            |            |              |              |          | 1        |          | 2        | 0       | 3       | 0       |
| 3       | Casper Ruud             |              |              |              |            |            |              |              |          |          | 3        |          | 3       | 0       | 0       |
| 3       | Rohan Bopanna           |              |              |              |            |            |              |              |          |          |          | 3        | 0       | 3       | 0       |
| 3       | Andrés Molteni          |              |              |              |            |            |              |              |          |          |          | 3        | 0       | 3       | 0       |
| 2       | Max Purcell             |              | 1            |              |            |            |              |              |          |          |          | 1        | 0       | 2       | 0       |
| 2       | John Peers              |              |              | 1            |            |            |              |              |          |          |          | 1        | 0       | 1       | 1       |
| 2       | John Isner              |              |              |              |            |            |              | 2            |          |          |          |          | 0       | 2       | 0       |
| 2       | Jack Sock               |              |              |              |            |            |              | 1            |          | 1        |          |          | 0       | 2       | 0       |
| 2       | Matteo Berrettini       |              |              |              |            |            |              |              | 1        |          | 1        |          | 2       | 0       | 0       |
| 2       | Daniił Miedwiediew      |              |              |              |            |            |              |              | 1        |          | 1        |          | 2       | 0       | 0       |
| 2       | Lorenzo Musetti         |              |              |              |            |            |              |              | 1        |          | 1        |          | 2       | 0       | 0       |
| 2       | Simone Bolelli          |              |              |              |            |            |              |              |          | 1        |          | 1        | 0       | 2       | 0       |
| 2       | Fabio Fognini           |              |              |              |            |            |              |              |          | 1        |          | 1        | 0       | 2       | 0       |
| 2       | Kevin Krawietz          |              |              |              |            |            |              |              |          | 1        |          | 1        | 0       | 2       | 0       |
| 2       | Matwé Middelkoop        |              |              |              |            |            |              |              |          | 1        |          | 1        | 0       | 2       | 0       |
| 2       | Andreas Mies            |              |              |              |            |            |              |              |          | 1        |          | 1        | 0       | 2       | 0       |
| 2       | Roberto Bautista-Agut   |              |              |              |            |            |              |              |          |          | 2        |          | 2       | 0       | 0       |
| 2       | Cameron Norrie          |              |              |              |            |            |              |              |          |          | 2        |          | 2       | 0       | 0       |
| 2       | Reilly Opelka           |              |              |              |            |            |              |              |          |          | 2        |          | 2       | 0       | 0       |
| 2       | Pedro Martínez          |              |              |              |            |            |              |              |          |          | 1        | 1        | 1       | 1       | 0       |
| 2       | Lorenzo Sonego          |              |              |              |            |            |              |              |          |          | 1        | 1        | 1       | 1       | 0       |
| 2       | William Blumberg        |              |              |              |            |            |              |              |          |          |          | 2        | 0       | 2       | 0       |
| 2       | Francisco Cabral        |              |              |              |            |            |              |              |          |          |          | 2        | 0       | 2       | 0       |
| 2       | Santiago González       |              |              |              |            |            |              |              |          |          |          | 2        | 0       | 2       | 0       |
| 2       | Nathaniel Lammons       |              |              |              |            |            |              |              |          |          |          | 2        | 0       | 2       | 0       |
| 2       | Nicolas Mahut           |              |              |              |            |            |              |              |          |          |          | 2        | 0       | 2       | 0       |
| 2       | Ramkumar Ramanathan     |              |              |              |            |            |              |              |          |          |          | 2        | 0       | 2       | 0       |
| 1       | Pablo Carreño-Busta     |              |              |              |            |            | 1            |              |          |          |          |          | 1       | 0       | 0       |
| 1       | Borna Ćorić             |              |              |              |            |            | 1            |              |          |          |          |          | 1       | 0       | 0       |
| 1       | Lloyd Glasspool         |              |              |              |            |            |              |              |          | 1        |          |          | 0       | 1       | 0       |
| 1       | Marcel Granollers       |              |              |              |            |            |              |              |          | 1        |          |          | 0       | 1       | 0       |
| 1       | Robin Haase             |              |              |              |            |            |              |              |          | 1        |          |          | 0       | 1       | 0       |
| 1       | Harri Heliövaara        |              |              |              |            |            |              |              |          | 1        |          |          | 0       | 1       | 0       |
| 1       | Feliciano López         |              |              |              |            |            |              |              |          | 1        |          |          | 0       | 1       | 0       |
| 1       | Mackenzie McDonald      |              |              |              |            |            |              |              |          | 1        |          |          | 0       | 1       | 0       |
| 1       | Marcelo Melo            |              |              |              |            |            |              |              |          | 1        |          |          | 0       | 1       | 0       |
| 1       | Tim Pütz                |              |              |              |            |            |              |              |          | 1        |          |          | 0       | 1       | 0       |
| 1       | Michael Venus           |              |              |              |            |            |              |              |          | 1        |          |          | 0       | 1       | 0       |
| 1       | Horacio Zeballos        |              |              |              |            |            |              |              |          | 1        |          |          | 0       | 1       | 0       |
| 1       | Sebastián Báez          |              |              |              |            |            |              |              |          |          | 1        |          | 1       | 0       | 0       |
| 1       | Aleksandr Bublik        |              |              |              |            |            |              |              |          |          | 1        |          | 1       | 0       | 0       |
| 1       | Francisco Cerúndolo     |              |              |              |            |            |              |              |          |          | 1        |          | 1       | 0       | 0       |
| 1       | Maxime Cressy           |              |              |              |            |            |              |              |          |          | 1        |          | 1       | 0       | 0       |
| 1       | Alex de Minaur          |              |              |              |            |            |              |              |          |          | 1        |          | 1       | 0       | 0       |
| 1       | David Goffin            |              |              |              |            |            |              |              |          |          | 1        |          | 1       | 0       | 0       |
| 1       | Marc-Andrea Hüsler      |              |              |              |            |            |              |              |          |          | 1        |          | 1       | 0       | 0       |
| 1       | Asłan Karacew           |              |              |              |            |            |              |              |          |          | 1        |          | 1       | 0       | 0       |
| 1       | Adrian Mannarino        |              |              |              |            |            |              |              |          |          | 1        |          | 1       | 0       | 0       |
| 1       | Gaël Monfils            |              |              |              |            |            |              |              |          |          | 1        |          | 1       | 0       | 0       |
| 1       | Brandon Nakashima       |              |              |              |            |            |              |              |          |          | 1        |          | 1       | 0       | 0       |
| 1       | Yoshihito Nishioka      |              |              |              |            |            |              |              |          |          | 1        |          | 1       | 0       | 0       |
| 1       | Albert Ramos-Viñolas    |              |              |              |            |            |              |              |          |          | 1        |          | 1       | 0       | 0       |
| 1       | Jannik Sinner           |              |              |              |            |            |              |              |          |          | 1        |          | 1       | 0       | 0       |
| 1       | João Sousa              |              |              |              |            |            |              |              |          |          | 1        |          | 1       | 0       | 0       |
| 1       | Tim van Rijthoven       |              |              |              |            |            |              |              |          |          | 1        |          | 1       | 0       | 0       |
| 1       | Ariel Behar             |              |              |              |            |            |              |              |          |          |          | 1        | 0       | 1       | 0       |
| 1       | Nuno Borges             |              |              |              |            |            |              |              |          |          |          | 1        | 0       | 1       | 0       |
| 1       | Tomislav Brkić          |              |              |              |            |            |              |              |          |          |          | 1        | 0       | 1       | 0       |
| 1       | Alexander Erler         |              |              |              |            |            |              |              |          |          |          | 1        | 0       | 1       | 0       |
| 1       | Gonzalo Escobar         |              |              |              |            |            |              |              |          |          |          | 1        | 0       | 1       | 0       |
| 1       | Tallon Griekspoor       |              |              |              |            |            |              |              |          |          |          | 1        | 0       | 1       | 0       |
| 1       | Máximo González         |              |              |              |            |            |              |              |          |          |          | 1        | 0       | 1       | 0       |
| 1       | Pierre-Hugues Herbert   |              |              |              |            |            |              |              |          |          |          | 1        | 0       | 1       | 0       |
| 1       | Steve Johnson           |              |              |              |            |            |              |              |          |          |          | 1        | 0       | 1       | 0       |
| 1       | Miomir Kecmanović       |              |              |              |            |            |              |              |          |          |          | 1        | 0       | 1       | 0       |
| 1       | Raven Klaasen           |              |              |              |            |            |              |              |          |          |          | 1        | 0       | 1       | 0       |
| 1       | Felipe Meligeni Alves   |              |              |              |            |            |              |              |          |          |          | 1        | 0       | 1       | 0       |
| 1       | Lucas Miedler           |              |              |              |            |            |              |              |          |          |          | 1        | 0       | 1       | 0       |
| 1       | Denys Mołczanow         |              |              |              |            |            |              |              |          |          |          | 1        | 0       | 1       | 0       |
| 1       | Jamie Murray            |              |              |              |            |            |              |              |          |          |          | 1        | 0       | 1       | 0       |
| 1       | Hugo Nys                |              |              |              |            |            |              |              |          |          |          | 1        | 0       | 1       | 0       |
| 1       | Filip Polášek           |              |              |              |            |            |              |              |          |          |          | 1        | 0       | 1       | 0       |
| 1       | Édouard Roger-Vasselin  |              |              |              |            |            |              |              |          |          |          | 1        | 0       | 1       | 0       |
| 1       | Botic van de Zandschulp |              |              |              |            |            |              |              |          |          |          | 1        | 0       | 1       | 0       |
| 1       | Jackson Withrow         |              |              |              |            |            |              |              |          |          |          | 1        | 0       | 1       | 0       |
| 1       | Jan Zieliński           |              |              |              |            |            |              |              |          |          |          | 1        | 0       | 1       | 0       |

### Klasyfikacja państw
| Wygrane | Państwo              | Wielki Szlem | Wielki Szlem | Wielki Szlem | ATP Finals | ATP Finals | Masters 1000 | Masters 1000 | Tour 500 | Tour 500 | Tour 250 | Tour 250 | Łącznie | Łącznie | Łącznie |
| Wygrane | Państwo              | S            | D            | M            | S          | D          | S            | D            | S        | D        | S        | D        | S       | D       | M       |
| ------- | -------------------- | ------------ | ------------ | ------------ | ---------- | ---------- | ------------ | ------------ | -------- | -------- | -------- | -------- | ------- | ------- | ------- |
| 24      | Stany Zjednoczone    |              | 1            |              |            | 1          | 1            | 5            | 1        | 3        | 5        | 7        | 7       | 17      | 0       |
| 21      | Hiszpania            | 3            |              |              |            |            | 3            |              | 3        | 2        | 5        | 5        | 14      | 7       | 0       |
| 15      | Australia            |              | 4            | 1            |            |            |              |              | 1        | 1        | 4        | 4        | 5       | 9       | 1       |
| 15      | Wielka Brytania      |              | 1            | 1            |            | 1          |              | 4            |          | 1        | 2        | 5        | 2       | 12      | 1       |
| 14      | Holandia             |              | 1            | 1            |            |            |              | 2            |          | 2        | 1        | 7        | 1       | 12      | 1       |
| 13      | Chorwacja            |              |              | 1            |            |            | 1            | 2            |          | 3        |          | 6        | 1       | 11      | 1       |
| 10      | Włochy               |              |              |              |            |            |              |              | 2        | 2        | 3        | 3        | 5       | 5       | 0       |
| 7       | Argentyna            |              |              |              |            |            |              |              |          | 1        | 2        | 4        | 2       | 5       | 0       |
| 7       | Brazylia             |              |              |              |            |            |              |              |          | 1        |          | 6        | 0       | 7       | 0       |
| 6       | Serbia               | 1            |              |              | 1          |            | 1            |              | 1        |          | 1        | 1        | 5       | 1       | 0       |
| 6       | Francja              |              |              |              |            |            |              |              |          |          | 2        | 4        | 2       | 4       | 0       |
| 5       | Niemcy               |              |              |              |            |            |              |              |          | 3        |          | 2        | 0       | 5       | 0       |
| 5       | Indie                |              |              |              |            |            |              |              |          |          |          | 5        | 0       | 5       | 0       |
| 4       | Polska               |              |              |              |            |            |              | 1            | 1        |          |          | 2        | 1       | 3       | 0       |
| 4       | Portugalia           |              |              |              |            |            |              |              |          |          | 1        | 3        | 1       | 3       | 0       |
| 4       | Rosja                |              |              |              |            |            |              |              | 1        |          | 2        | 1        | 3       | 1       | 0       |
| 3       | Salwador             |              | 1            |              |            |            |              |              |          |          |          | 2        | 0       | 3       | 0       |
| 3       | Grecja               |              |              |              |            |            | 1            |              |          | 1        | 1        |          | 2       | 1       | 0       |
| 3       | Norwegia             |              |              |              |            |            |              |              |          |          | 3        |          | 3       | 0       | 0       |
| 2       | Kanada               |              |              |              |            |            |              |              | 1        |          | 1        |          | 2       | 0       | 0       |
| 2       | Austria              |              |              |              |            |            |              |              |          |          |          | 2        | 0       | 2       | 0       |
| 2       | Meksyk               |              |              |              |            |            |              |              |          |          |          | 2        | 0       | 2       | 0       |
| 1       | Finlandia            |              |              |              |            |            |              |              |          | 1        |          |          | 0       | 1       | 0       |
| 1       | Nowa Zelandia        |              |              |              |            |            |              |              |          | 1        |          |          | 0       | 1       | 0       |
| 1       | Belgia               |              |              |              |            |            |              |              |          |          | 1        |          | 1       | 0       | 0       |
| 1       | Dania                |              |              |              |            |            |              |              |          |          | 1        |          | 1       | 0       | 0       |
| 1       | Japonia              |              |              |              |            |            |              |              |          |          | 1        |          | 1       | 0       | 0       |
| 1       | Kazachstan           |              |              |              |            |            |              |              |          |          | 1        |          | 1       | 0       | 0       |
| 1       | Szwajcaria           |              |              |              |            |            |              |              |          |          | 1        |          | 1       | 0       | 0       |
| 1       | Bośnia i Hercegowina |              |              |              |            |            |              |              |          |          |          | 1        | 0       | 1       | 0       |
| 1       | Ekwador              |              |              |              |            |            |              |              |          |          |          | 1        | 0       | 1       | 0       |
| 1       | Monako               |              |              |              |            |            |              |              |          |          |          | 1        | 0       | 1       | 0       |
| 1       | Południowa Afryka    |              |              |              |            |            |              |              |          |          |          | 1        | 0       | 1       | 0       |
| 1       | Słowacja             |              |              |              |            |            |              |              |          |          |          | 1        | 0       | 1       | 0       |
| 1       | Ukraina              |              |              |              |            |            |              |              |          |          |          | 1        | 0       | 1       | 0       |
| 1       | Urugwaj              |              |              |              |            |            |              |              |          |          |          | 1        | 0       | 1       | 0       |

## Obronione tytuły
Gra pojedyncza
- Stefanos Tsitsipas – Monte Carlo
- Casper Ruud – Genewa, Gstaad
- Matteo Berrettini – Londyn
- Novak Đoković – Wimbledon

Gra podwójna
- Kevin Krawietz – Monachium
- Nikola Mektić – Rzym, Eastbourne
- Mate Pavić – Rzym, Eastbourne
- William Blumberg – Newport
- Rajeev Ram – US Open
- Joe Salisbury – US Open

Gra mieszana
- Neal Skupski – Wimbledon